# Џоунсвил (Северна Каролина)
Џоунсвил (енгл. Jonesville) град је у америчкој савезној држави Северна Каролина.

## Демографија
По попису из 2010. године број становника је 2.285, што је 821 (56,1%) становника више него 2000. године.
| Група             | 2000.         | 2010.         |
| Белци             | 1.137 (77,7%) | 1.797 (78,6%) |
| Афроамериканци    | 238 (16,3%)   | 263 (11,5%)   |
| Азијати           | 3 (0,2%)      | 2 (0,1%)      |
| Хиспаноамериканци | 66 (4,5%)     | 167 (7,3%)    |
| Укупно            | 1.464         | 2.285         |